# Roslags-Bro församling
Roslags-Bro församling var en församling i Uppsala stift och i Norrtälje kommun i Stockholms län. Församlingen uppgick 2010 i Roslagsbro-Vätö församling.

## Administrativ historik
Församlingen har medeltida ursprung, före 1 januari 1886 (ändring enligt beslut den 17 april 1885) med namnet Bro församling. Innan ändringen hade dock bruket av namnet Roslags-Bro redan förekommit. Omkring 1330 utbröts Vätö församling.
Församlingen utgjorde till 1962 ett eget pastorat och var därefter till 2010 moderförsamling i pastoratet Roslags-Bro och Vätö. Församlingen uppgick 2010 i Roslagsbro-Vätö församling.

## Kyrkor
- Roslags-Bro kyrka